# Зарічний (хутір, Октябрський район)
Зарічний — хутір в Октябрському районі Ростовської області, Росія.
Входить до складу Комунарського сільського поселення.
Населення — 510 осіб (2010 рік).

## Географія
Хутір Зарічний розташовано над лівим берегом річки Кадамовка[джерело не вказане 127 днів].

### Вулиці
- вул. Зарічна,
- вул. Промислова.